# Illampu
Le Nevado Illampu est une montagne des Andes située dans la partie septentrionale de la cordillère Orientale.

## Topographie
Essentiellement glaciaire, l'Illampu forme avec l'Ancohuma un seul massif, situé à l'ouest de la Bolivie, dans le département de La Paz de la province de Larecaja. Il a une superficie d'environ 200 km2 pour une altitude de 6 368 mètres ce qui fait de lui une des montagnes les plus hautes du pays. L'Illampu présente plusieurs sommets secondaires dont le plus important est le Pico del Norte (6 030 m).

## Ascensions
- 1898 - Première tentative arrêtée à une centaine de mètres du sommet, par William Martin Conway avec Jean Antoine Maquignaz et Louis Pellissier
- 1903 - Tentative par Annie Smith Peck avec Jean-Antoine Maquignaz et Ange Maquignaz
- 1928 - Première ascension par Hans Pfann, Alfred Horescowsky, Hugo Hortnagel et Erwin Hein
- 1951 - Deuxième ascension par Hans Ertl et A. Hindhammer
- 1969 - Arête sud par une expédition conduite par Gerhard Schutte, avec Dietrich Hasse
- 1972 - Face est